# Roi Lie de Zhou
 (janvier 2017).
Si vous disposez d'ouvrages ou d'articles de référence ou si vous connaissez des sites web de qualité traitant du thème abordé ici, merci de compléter l'article en donnant les références utiles à sa vérifiabilité et en les liant à la section « Notes et références ».
Le roi Lie de Zhou, ou Zhou Lie wang (chinois : 周烈王) l'Éminent, de son nom personnel Ji Xi (姬喜), fut le trente-quatrième roi de la dynastie Zhou. Il fut proclamé roi à Gongxian en -376. Il régna de -376 à -369.

## Règne
En -370 le roi Lie, inquiet de la situation à Qi, convoqua à sa cour le roi Wei de Qi. Celui-ci ne s'occupait pas des affaires d'état et laissa un officiel corrompu sévir dans l'ouest du pays de Qi. Or le roi Lie, le critiqua sévèrement pour ses politiques et son laxisme avec l'officiel corrompu qui sévissait dans l'ouest de Qi. Après son départ de la capitale, Wei de Qi changea de comportement et s'impliqua dans les affaires d'états et fit exécuter ledit officiel. Il redressa la situation militaire qui s'effondrait avant l'intervention du roi Lie.